# Le Bastit
Le Bastit – miejscowość i gmina we Francji, w regionie Oksytania, w departamencie Lot.
Według danych na rok 1990 gminę zamieszkiwało 100 osób, a gęstość zaludnienia wynosiła 4 osób/km² (wśród 3020 gmin regionu Midi-Pireneje Le Bastit plasuje się na 963. miejscu pod względem liczby ludności, natomiast pod względem powierzchni na miejscu 412.).